# ناصر أقباب
ناصر أقباب (مواليد 16 مارس 1990) ممثل مغربي شارك في عدة أفلام ومسلسلات مغربية.

## مسيرته
ولد ناصر أقباب في 16 مارس 1990 في مدينة الدار البيضاء، وبعد حصوله على شهادة البكالوريا، ولج المدرسة الوطنیة للتجارة والتسییر، حیث حصل على شهادة الماجستير، وبعد تخرجه خاض تجربة العمل في مجال تكویني. بعد ذلك ترشح لمباراة ولوج المعهد العالي للفن المسرحي والتنشيط الثقافي واجتازها بنجاح، ثم استمر تكوینه لمدة ثلاث سنوات، وتخرج سنة 2017. 

## أعماله
- 2017: الله يسامح
- 2017: الضاسر
- 2017: طاكسي بيض
- 2018: عز المدينة
- 2019: الخطيب
- 2017 - 2019: رضاة الوالدة
- 2019: قلبي بغاه
- 2020: قضية العمر
- 2020: السر المدفون [3][4]
- 2021: ولاد المرسى
- 2021: كلها او طريقو
- 2022: تزوج ما قالها ليا
- 2022: جروح
- 2023: جريت وجاريت
- 2023: بغيت حياتك
- 2023: ولاد العم 2
- 2023: طريق الورد
- 2023: مال الدنيا

## روابط خارجية
- ناصر أقباب على موقع IMDb (الإنجليزية)
- ناصر أقباب على موقع قاعدة بيانات الأفلام العربية